# Municipio de Havelock (Dakota del Norte)
El municipio de Havelock (en inglés: Havelock Township) es un municipio ubicado en el condado de Hettinger en el estado estadounidense de Dakota del Norte. En el año 2010 tenía una población de 23 habitantes y una densidad poblacional de 0,25 personas por km².

## Geografía
El municipio de Havelock se encuentra ubicado en las coordenadas 46°29′47″N 102°44′5″O / 46.49639, -102.73472. Según la Oficina del Censo de los Estados Unidos, el municipio tiene una superficie total de 92.16 km², de la cual 92,14 km² corresponden a tierra firme y (0,03 %) 0,02 km² es agua.

## Demografía
Según el censo de 2010, había 23 personas residiendo en el municipio de Havelock. La densidad de población era de 0,25 hab./km². De los 23 habitantes, el municipio de Havelock estaba compuesto por el 78,26 % blancos, el 8,7 % eran amerindios y el 13,04 % eran de una mezcla de razas. Del total de la población el 0 % eran hispanos o latinos de cualquier raza.